# Beth Greene
Beth Greene é uma personagem fictícia da série de televisão americana The Walking Dead, interpretada pela atriz Emily Kinney. Ela é uma personagem criada especificamente para a série por Glen Mazzara e não é existente na história em quadrinhos de mesmo nome. Beth é introduzida como a filha do fazendeiro Hershel Greene e a meia-irmã mais nova de Maggie Greene. Ela se junta ao grupo de Rick Grimes depois que sua fazenda é invadida por uma enorme horda de zumbis.
Kinney fez parte do elenco recorrente na segunda e terceira temporadas da série, antes de ser promovida a regular na quarta temporada. A partir da quinta temporada, o nome de Emily Kinney aparece nos créditos de abertura, até o desaparecimento da personagem no episódio "Coda".

## Biografia

### Série de televisão

#### Segunda temporada
Beth Greene é a segunda filha de Hershel (Scott Wilson) e a meia-irmã mais nova de Maggie (Lauren Cohan). Ela é apresentada no episódio da segunda temporada "Bloodletting", ao lado de sua família e namorado, Jimmy (James Allen McCune), quando Rick Grimes (Andrew Lincoln) e seu grupo vão para a fazenda da família após Carl Grimes (Chandler Riggs) ser baleado acidentalmente por Otis (Pruitt Taylor Vince), amigo da família. Após a morte de Otis durante uma missão, a jovem ficou muito triste por sua perda e esteve presente no funeral realizado em sua memória consolando a esposa de  Otis, Patricia (Jane McNeill). Com a chegada e permanência dos sobreviventes de Atlanta na fazenda, Beth procurou ajudá-los onde pôde e junto com Maggie auxiliou as mulheres do grupo na cozinha, além praticar aulas de tiro com os sobreviventes. Como toda sua família, Beth acreditava que os mortos-vivos estavam doentes e mantinha sua mãe e meio-irmão zumbificados no celeiro com vários outros zumbis. Mais tarde ela é forçada a assistir os mortos-vivos que sua família mantinha no celeiro serem baleados pelo grupo de Atlanta por representarem perigo e viu sua mãe reanimada sendo sacrificada após agredi-la. Este evento quase a leva ao suicídio, mas ela decide viver. Depois que o grupo é forçado a deixar a fazenda quando um enorme bando de zumbis aparecem, ela vê vários de seus entes queridos, incluindo seu namorado, serem mortos. Após isso, ela é forçada a lidar com o mundo apocalíptico.

#### Terceira temporada
Durante os meses em que estiveram ao ar livre, Beth aprendeu a se defender dos zumbis e se tornou uma das vigias do grupo junto com Carl. Depois que Rick e Daryl encontraram uma prisão abandonada, Beth ajudou a eliminar os caminhantes que ocupavam o pátio externo e depois de matar todas as criaturas, compartilhou com o grupo ao redor de uma fogueira e cantou uma música melodiosa para desacelerar a tensão. Beth foi ajudada por Carl quando se acomodou em uma das celas, e ela percebeu claramente a tentativa de namoro do menino e, surpreendentemente, respondeu ao flerte dele com um sorriso malicioso. Depois que Hershel foi mordido na perna por um zumbi e sofreu uma amputação para evitar que a infecção se espalhasse por todo o seu corpo, Beth começou a chorar preocupada que seu pai se tornasse uma das criaturas. Quando Carol Peletier (Melissa McBride) e Lori Grimes (Sarah Wayne Callies) conseguiram estabilizar o ferido, a menina começou a ficar otimista com a recuperação dele. Beth continuou a cuidar de seu pai durante sua recuperação e, finalmente, quando ele estava pronto para se levantar, ela o ajudou a andar e deu-lhe algumas muletas. Enquanto aproveitava o ar livre, vários zumbis de repente começaram a avançar para onde o grupo estava, e então a jovem ajudou Hershel a chegar a uma gaiola que estava localizada do lado de fora. A menina e seu pai permaneceram trancados na gaiola e foram mantidos a salvo das criaturas por todo o tempo que a invasão durou e, finalmente, quando tudo estava sob controle, eles saíram do esconderijo e descobriram tristemente que Lori e T-Dog (IronE Singleton) morreram durante o ataque.
Como uma das três únicas mulheres restantes no grupo, e com Rick submerso em sua dor e Carl passando por um momento difícil, Daryl Dixon (Norman Reedus) encarregou Beth de cuidar do bebê enquanto ele e Maggie iam em busca do que precisavam e então aceitou a missão do bebê. Quando a dupla voltou com sucesso e a menina ajudou a preparar a mamadeira para o recém-nascido e compartilhou alegremente um momento familiar com o resto do grupo. Beth continuou a cuidar da pequena Judith ao longo dos dias e chegou a ser confudida com a mãe do bebê por Sasha (Sonequa Martin-Green), quando ela, seu irmão Tyreese (Chad L. Coleman) e seu grupo chegam à prisão. Mais tarde, Beth esteve presente na reunião oficializada por Glenn (Steven Yeun) na qual falou sobre como deveriam proteger a prisão de um possível ataque do Governador (David Morrissey). Beth perguntou por que todos acreditavam que o governador iria atacá-los, já que talvez eles o assustassem em seus dois ataques, mas Michonne (Danai Gurira) garantiu a ela que o governador estava louco e iria atrás deles a qualquer custo. Beth permaneceu na prisão quando Rick, Hershel e Daryl foram se encontrar com o governador para tentar encontrar uma solução pacífica para o conflito entre os dois lados, e junto com o resto do grupo, ela estava encarregada de organizar e faça um inventário das armas que eles tinham. Quando uma luta acalorada estourou entre Glenn e Merle Dixon (Michael Rooker), Beth parou a briga atirando para o ar sem uma palavra e olhou para eles. Após o retorno de seu pai e dos outros, Beth ouviu atentamente as palavras do policial sobre a guerra que se aproximava contra a cidade de Woodbury.
Beth ajudou o grupo a preparar a prisão para a batalha e dirigiu um dos caminhões para distrair os zumbis enquanto os outros montavam armadilhas no pátio externo. Temerosa do futuro incerto que os aguardava, Beth fez uma oração na companhia de sua família e, percebendo a angústia do pai, tentou confortá-lo. Por fim, a menina esteve presente durante a reunião organizada por Rick e ouviu com atenção o policial decidir que o grupo voltaria a ser uma democracia e estabelecer que sempre permaneceriam unidos independentemente do que acontecesse. No final da temporada, depois que Rick deu a eles a escolha entre lutar pela prisão ou deixá-la, o grupo escolheu defender sua casa e, em seguida, Beth, Carl, Hershel e Judith foram trazidos para um local seguro e deixaram o complexo, enquanto os outros ficaram para lutar contra o inimigo. Enquanto observavam à distância seus camaradas repeliam o ataque do governador, o pequeno grupo foi acidentalmente descoberto por uma das crianças soldados de Woodbury que estava fugindo. Embora o jovem se rendesse rapidamente, Carl assassinou o soldado assustado a sangue frio e Beth e seu pai ficaram chocados com esse fato sombrio. Depois do perigo, Beth e os outros voltaram para a penitenciária e, finalmente, quando Rick, Daryl e Michonne voltaram de Woodbury com um ônibus cheio de sobreviventes, a garota saiu para recebê-los e ajudou-os a se instalar no local.

#### Quarta temporada
Beth desenvolveu um relacionamento com um dos recém-chegados à prisão, Zach (Kyle Gallner). Quando ele é morto em um ataque de zumbis, ela aceita a morte dele em silêncio. Ela se abre para o outro sobrevivente Daryl Dixon sobre essa perda, e proclama que não chora mais. Beth continua tentando reprimir sua tristeza para Maggie quando um vírus mortal na prisão se espalha, infectando Glenn e colocando Hershel em perigo, que vai para a enfermaria para ajudar. Mais tarde, durante o último ataque do Governador à prisão, Beth e Maggie assistem horrorizadas enquanto Hershel é decapitado durante a batalha, então as irmãs são separadas e Beth foge com Daryl. Beth e Daryl viajam sozinhos, onde os dois entram em conflito sobre a probabilidade de outros sobreviventes. Beth confronta Daryl sobre seu distanciamento emocional, forçando-o a se abrir e mostrar fé nas outras pessoas que ainda podem estar vivas. Ele começa a ensiná-la a usar uma besta, onde os dois encontraram um respeito mútuo. Quando um bando de zumbis invadem a casa onde eles se refugiaram, os dois são forçados a escapar para fora, onde Beth é sequestrada misteriosamente.

#### Quinta temporada
Beth foi resgatada de um ataque de zumbis por policiais que a levaram desacordada para o Grady Memorial Hospital em Atlanta, liderado por Dawn Lerner (Christine Woods). Mantida contra sua vontade em um ambiente perigoso onde é maltratada e abusada junto com outros pacientes e enfermarias, Beth elabora um plano com Noah (Tyler James Williams) para fugir, que envolve uma fuga pelo elevador. Enquanto Noah é bem-sucedido, ela é pega lutando contra os caminhantes e é desarmada pelos policiais que a encontram. Mais tarde, Dawn mostra sinais de respeito por Beth ao assumir o lugar de Noah como sua assistente, mas Beth diz abertamente que ela encontrará outra maneira de escapar. Enquanto Carol é levada ao hospital ferida em um acidente de carro na tentativa de resgatá-la junto com Daryl, Beth elabora outro plano para recuperar o remédio para salvar sua vida. No final da metade da temporada "Coda", uma troca de reféns ocorre quando o grupo de Rick, que capturou dois oficiais, exige que Beth e Carol voltem. A troca corre bem até que Dawn exige que ela precise de Noah de volta. No entanto, o grupo protesta. Dawn afirma que precisa de Noah porque Beth ocupou o lugar dele e ela precisa dele de volta. Noah relutantemente concorda, assim como o grupo até que Beth o abraça em despedida antes de se virar para Dawn. Ela diz a Dawn que "[entendeu] agora", que seu ato de bondade foi um baile de máscaras para manter Beth sob sua ordem. Beth desafiadoramente mergulha uma tesoura cirúrgica no ombro de Dawn, fazendo com que Dawn atire na cabeça dela por acidente em reflexo, e por sua vez, levando Daryl a matar Dawn em retaliação. Daryl abalado pela morte da garota, carrega o corpo de Beth para fora e encontra os outros sobreviventes chegando, incluindo Maggie que cai em prantos ao ver Beth morta, depois de descobrir mais cedo que ela estava viva e vir resgatá-la.
No episódio "What Happened and What's Going on", ainda arrasada com a morte da irmã, Maggie chora à beira de uma estrada. O desejo de Beth de ajudar Noah a voltar para sua casa em Richmond, Virgínia, foi o que motivou o grupo a marchar até lá e os fez deixar Atlanta para sempre. Quando Tyreese foi mordido por um andador e começou a alucinar com pessoas mortas, um espectro de Beth se apresentou a ele tocando uma música no violão e o confortou dizendo que tudo ficaria bem. Antes de morrer, o espectro de Beth reapareceu ao lado de outros entes queridos falecidos do homem e o ajudou a completar a transição para a vida após a morte.

#### Sétima temporada
No episódio de estreia da temporada "The Day Will Come When You Won't Be", depois de assistir Negan (Jeffrey Dean Morgan) assassinar brutalmente Abraham Ford (Michael Cudlitz) e Glenn, um traumatizado Rick experimenta flashes de memória de várias pessoas que conheceu e desaparecidos desde o surto, incluindo Beth, que aparece nos flashbacks de Rick junto com Maggie e seu pai Hershel.

#### Nona temporada
No episódio final de Rick, "What Comes After", a voz de Beth é ouvida perguntando a Rick: "Qual é o seu ferimento?" durante um estado de sonho lúcido. O cadáver de Beth aparece ao lado dos cadáveres de personagens vivos, como Maggie, Carol e até Daryl, em uma alucinação de Rick.

## Desenvolvimento e recepção

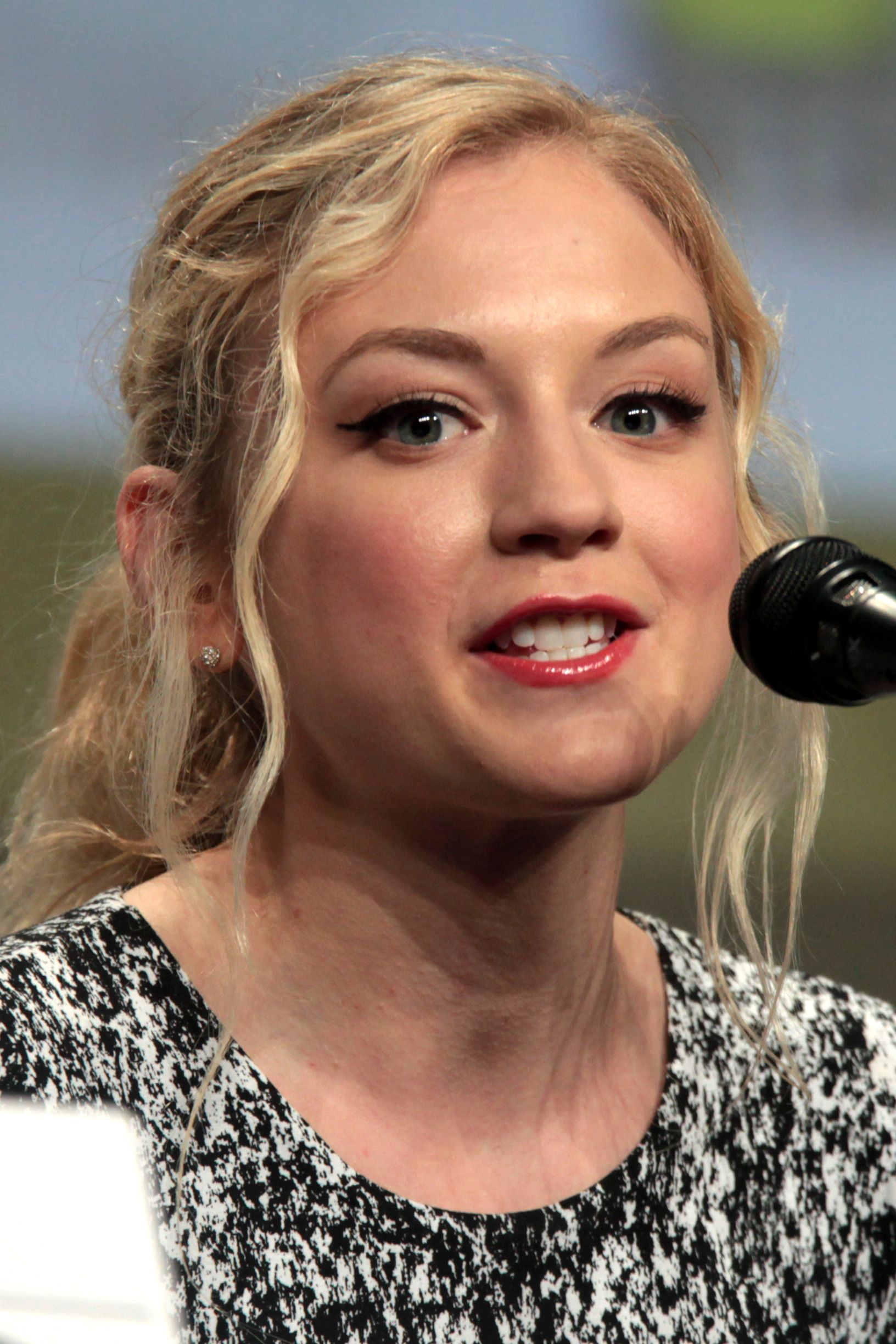
Emily Kinney interpretou Beth Greene na adaptação da série de televisão por quase 5 anos consecutivos.

Emily Kinney foi escalada como uma personagem recorrente na 2ª temporada de The Walking Dead, onde interpretou Beth Greene. Beth é apresentada como a irmã de 16 anos de Maggie Greene, enquanto Kinney tinha 25 anos na época do da escolha de elenco. O episódio da segunda temporada "18 Miles Out" trata das consequências da tentativa de suicídio de Beth. Eric Goldman da IGN elogiou o desenvolvimento apresentado no episódio; "Embora não haja como negar que Beth era praticamente uma não-entidade até este episódio, eu gostei muito do material dela aqui com Maggie - especialmente quando Maggie disse que não poderia lidar com outro funeral e Beth disse a ela, 'Você pode', o que é, obviamente, uma afirmação muito triste e muito verdadeira, dadas as circunstâncias em que estão". Gary Roszko, do The Huffington Post, afirmou que as interações de Beth com Lori eram clichês, comparando-as a "um depois especial anti-suicídio escolar". Starlee Kine da New York Magazine foi muito mais pessimista sobre o enredo do que o consenso geral e atacou a natureza melodramática do mesmo. "Simplesmente não vamos nos preocupar com a morte potencial de um personagem que não conhecemos", ela repetiu. "Ou se ela se recusou a aprender essa lição, talvez pudesse ter aprendido esta: Estamos muito cansados de ver sobreviventes de um apocalipse ainda indefinido e não questionado falando com outros sobreviventes para não desistir".
Depois de estar no programa por dois anos, Kinney recebeu uma promoção a regular da série na 4ª temporada, junto com Chad L. Coleman e Sonequa Martin-Green. O episódio da quarta temporada "Still", que se concentra apenas em Beth e Daryl, recebeu elogios em particular de comentaristas de televisão, com os espectadores da série tendo acreditado Beth e Daryl como um casal. Escrevendo para IGN, Roth Cornet elogiou o episódio "Still", afirmando que "Daryl e Beth se revelaram um encaixe mais perfeito do que qualquer uma das outras combinações" e que "eles trouxeram uma honestidade crua um ao outro que produziu alguns dos momentos de personagem mais fundamentados e envolventes da temporada. Eles são os dois lados de uma moeda, e isso não era algo que estava totalmente claro antes desta entrada". Ela também comentou positivamente sobre a atuação de Kinney, dizendo que era: "... a atuação mais forte que vimos de Emily Kinney, particularmente na troca final na varanda." Kinney disse que o show nunca foi claro sobre se Beth e Daryl tinham uma conexão de irmãos ou romance, mas que "era uma situação em que eles estavam se conhecendo. Primeiro, eles estavam apenas tentando se dar bem" porque não viam "muito bem o ponto de vista um do outro" e, mais tarde, "como a história continuou, eles se tornaram amigos". Em sua crítica para Grantland elogiando a quinta temporada como um todo, Andy Greenwald fez um elogio particular aos personagens de Beth e Tyreese, citando suas complexidades recém-estabelecidas e evolução de personagem na quinta temporada.
Em relação à morte de Beth, os críticos concordam que Dawn não atirou nela intencionalmente, e que foi mais um acidente ou uma questão de reflexo, comentando sobre a expressão de surpresa de Dawn com o gatilho ter sido ativado. Alan Sepinwall do HitFix afirmou que, como a temporada negligenciou principalmente que Maggie e Beth são irmãs, a morte de Beth em "Coda" não teve o impacto emocional que poderia ter quando Maggie desmaiasse de luto ao ver o corpo sem vida de Beth. Matt Fowler, do IGN, disse que, embora a morte de Beth fosse previsível, "parecia um grande momento e é sempre doloroso ver outros personagens reagirem à morte de seus entes queridos" e que, embora gostasse de Beth, ele "ainda se sentia mal a respeito a morte dela porque Daryl e Maggie se sentiram mal com isso". Fowler finalmente deu ao episódio 7,6 de 10. Kinney disse que entendia que Maggie não expressava muita preocupação com o paradeiro de Beth porque é "um mundo onde eles estão perdendo muito. E se você vai sobreviver, não pode ficar sentado lamentando por muito tempo", e que provavelmente Maggie teve momentos invisíveis em que se preocupou com Beth. Zach Handlen do The A.V. Club afirmou que o episódio termina em "um final chocante que nos lembra que, seja o que for que tenha aprendido, a série ainda não desistiu de seu truque mais amado: matar pessoas porque pode. A morte súbita de Beth foi um choque, sem dúvida, embora eu imagine que alguns espectadores estivessem esperando exatamente esse soco no estômago".